# Equipe omani na Copa Davis
A equipe omani na Copa Davis representou Omã na Copa Davis, principal competição de tênis masculina por equipes do mundo. Foi administrada pela Oman Tennis Association. Não compete desde 1994.